# نوووپاولوفسک
شهر نوووپاولوفسک (به روسی: Новопавловск) در کشور روسیه و در کرای استاوروپول واقع شده‌است.